# Serin
Serin (Ser, S), 2-amino-3-hidroksipropionska kiselina. Neutralna je aminokiselina s polarnim pobočnim lancem. Druga aminokiselina koja ima hidroksilnu skupinu u pobočnom lancu je treonin.
Neesencijalna aminokiselina koja se sintetizira u ljudskom tijelu od metabolita i glicina. Kod sisavaca prisutna je samo u obliku L-stereoizomera.
Kemijska formula: OHCH2CHNH2COOH, molekularno: C3H7NO3
Molekulske je mase: 105,09 g/mol

## Sinteza
Sinteza serina i glicina počinje okidacijom 3-fosfoglicerata pri čemu nastaje 3-fosfohidroksipirvat i NADH. Transaminacijom s glutaminskom kiselinom nastaje 3-fosfoserin. Uklanjanjem fosfata nastaje serin.

## Uloga
Serin sudjeluje u biosintezi purina i pirimidina, cisteina, triptofana (kod bakterija) i velikog broja metabolita.